# Благодатное (Новосибирская область)
Благода́тное — село в Карасукском районе Новосибирской области. Административный центр Благодатского сельсовета.

## География
Площадь села — 163 гектара.

## История
Основано в 1831 году. В 1928 году село состояло из 278 хозяйств, основное население — русские. В административном отношении являлось центром Благодатского сельсовета Черно-Курьинского района Славгородского округа Сибирского края.

## Население
| 2002 | 2007 | 2010 |
| ---- | ---- | ---- |
| 857  | ↘778 | ↘777 |

## Инфраструктура
В селе по данным на 2007 год функционируют 1 учреждение здравоохранения, 2 образовательных учреждения.